# Żona Stirlitza
Żona Stirlitza (org. Жена Штирлица) – melodramat produkcji rosyjskiej z 2012 roku w reż. Wadima Sokołowskiego. 

## Opis fabuły
Walentyna samotnie wychowuje kilkuletniego Wowkę. Mąż porzucił ją wiele lat temu, kiedy dowiedział się, że kobieta jest w ciąży. Jednak swojemu synkowi Walentyna nie powiedziała prawdy – ciągle opowiada mu że, jego ojciec to agent służb specjalnych, którego nie ma w domu bo nieustannie wykonuje tajne i ważne zadnia. Ma nawet order przyznany mu za dobrą służbę. Pewnego dnia, malec bije jednego ze swoich szkolnych kolegów, który zarzuca mu, że jest kłamcą i wcale nie ma ojca. Walentyna zostaje wezwana do szkoły i cała sytuacja staje się dla niej problematyczna – wie, że jej kłamstwo zaczyna mieć coraz "krótsze nogi". 
W tym samym czasie pewien inżynier-naukowiec imieniem Roman dowiaduje się przypadkiem, że jego żona ma kochanka i od pewnego już czasu go zdradza. Mężczyzna porzuca dom i udaje się do najbliższego lokalu aby się upić. Jest to pizzeria w której pracuje sąsiadka Walentyny. Tam na spitego mężczyznę natrafia Walentyna. Roman wyjawia jej, że pije bo ma problem, z kolei Walentyna opowiada mu o kłopotach synka w szkole. Ponieważ Roman nie ma gdzie się podziać, a kobieta chce mu pomóc, zabiera go do swojego domu oferując nocleg. Z kolei Roman składa Walentynie nietypową propozycję – oferuję się, że na jeden dzień może zostać jej fikcyjnym mężem. Pójdzie z Wowką do szkoły i przedstawi się wszystkim jako jego ojciec. Wiele elementów z biografii Romana pasuje do historii Walentyny o ojcu chłopca: mają tak samo na imię, a Roman posiada nawet order – państwowe odznaczenie przyznane mu za usuwanie skutków awarii gazociągu. Walentyna, powodowana miłością i dobrem swojego dziecka wyraża zgodę. Przez cały następny dzień wszyscy troje tworzą idealną rodzinę – Walentyna i Roman odprowadzają razem Wowkę do szkoły, gdzie chłopiec przedstawia wszystkim mężczyznę jako swojego ojca, "rodzice" urządzają malcowi urodziny na które ten zaprasza wszystkich swoich szkolnych kolegów i na których jego "ojciec" występuje wraz z państwowym orderem. Roman lgnie do Walentyny i jej synka, pragnie stałego związku z nimi. Jego dążenia są odwzajemniane przez Walentynę i Wowę. 
Jednak żona Romana – Tania i jego teściowa – Tamara nie dają za wygraną. Matka Tamary, kobieta wyjątkowo energiczna, zdobywa fikcyjne zaświadczenie lekarskie stwierdzające jakoby jej córka była w ciąży. Tania początkowo usiłuje nabrać na nie swojego kochanka Denisa – ten jednak oświadcza, że wprawdzie jest gotów łożyć na dziecko, jednak nie ma zamiaru wiązać swojego życia z Tanią. W tej sytuacji obie kobiety skupiają się na odzyskaniu Romana. Tamara odnajduje Walentynę i informuje ją, że jej córka jest w ciąży z Romanem (pokazuje jej fikcyjne zaświadczenie) oraz mówi, że kobieta bardzo rozpacza po jego odejściu. Poczciwa i dobra Walentyna zrywa wszelkie związki z Romanem, nie mówiąc mu o wizycie Tamary. Zezwala jedynie na krótkie pożegnanie z synkiem, podczas którego Roman, grając swoją rolę do końca, wyjawia mu, że ponownie musi go opuścić z powodu ważnego zadania. Malec nie chce zaakceptować całej sytuacji i ucieka z domu. W ostatniej scenie filmu zostaje odnaleziony przez Walentynę i Romana na dworcu kolejowym – wszyscy znowu są razem.

## Obsada aktorska
- Anna Gorszkowa – Walentyna
- Paweł Deląg – Roman
- Artiom Fadiejew – Wowka
- Ksenia Kniaziewa – Tania, żona Romana
- Tatiana Lutaiewa – Tamara, matka Tani
- Marianna Szulc – Irina, koleżanka Walentyny
- Konstantin Karasik – adorator Walentyny
- Gieorgij Gromow – Denis, kochanek Tani
- Siergiej Mieziencew – szef Romana
- Alia Nikulina – Galina, sąsiadka Walentyny

i inni. 